# حارث يوسف
حارث يوسف (16 نوفمبر 1964) رجل أعمال وكاتب ومستثمر في مجال التكنولوجيا سوري - أوكراني. كان أحد مستشاري ومبعوثي الرئيس الأوكراني الأسبق فيكتور يوشينكو إلى الشرق الأوسط خلال رئاسة يوشينكو 2005-2010.

## السيرة الذاتية
تعود جذور حارث يوسف إلى منطقة جبلة في محافظة اللاذقية، وفي سن الثامنة عشر تم إرساله إلى كييف إحدى مدن الاتحاد السوفييتي سابقاً وعاصمة أوكرانيا الحالية كطالب عسكري، وفاءً بجزء من التزامات معاهدة التبادل للتعاون العسكري التي كانت سارية في ذلك الوقت بين سوريا ودولة الاتحاد السوفيتي.
في عام 1994 تخرج من جامعة كييف الوطنية للتجارة والاقتصاد وبدأ نشاطًا تجاريًا، والذي توسع لاحقاً ليشمل قطاعات مختلفة من الاقتصاد على وجه الخصوص مجال العقارات، والمعادن، والهندسة الصناعية، والطاقة.
في عام 1995، وحّد معظم أصول أعماله الصناعية والتجارية في ملكية واحدة دعيت مجموعة حارث القابضة المسجلة في النمسا. وفي عام 2004 بلغ حجم مبيعات الشركة 420 مليون دولار.
في عام 1999 دافع حارث عن أطروحة الدكتوراه في الأكاديمية الوطنية للعلوم في أوكرانيا، ليعينه الرئيس الأوكراني يوشينكو مبعوثًا ومستشارًا سياسيًا للشرق الأوسط في نفس العام.
وفي عام 2007 دخل حارث في قائمة أفضل 200 شخص من الأوكرانيين الأكثر نفوذاً وفقًا لمجلة فوكاس الأسبوعية الأوكرانية، وبعدها بعامين في 2009 ترك حارث معظم أصوله التجارية في أوكرانيا وانتقل إلى أوروبا. حيث أسس مؤسستين خيريتين هما: مؤسسة 40 ومؤسسة غايا.
وفي عام 2020 نشر حارث كتابه الأول بعنوان (Gaiia)، وهي رواية فلسفية مستقبلية والتي تُرجمت إلى أربع لغات.، كما نشر كتاباً آخر بعنوان (Ikigaiia) عام 2023.

## في مجال الأعمال
لحارث يوسف روابط عديدة في مجال صناعة تكنولوجيا المعلومات في مدينة لفيف. وهو يعمل بحسب آخر الأنباء على المراحل النهائية لإصدار العملة الافتراضية "Golden Hearts".

## الأعمال الخيرية
حارث يوسف راعي للعديد من المؤسسات الخيرية في أوكرانيا. وهو جامع بارز للفنون والآثار القديمة في الشرق الأدنى. هذا وتعتبر مجموعته الخاصة من آثار بلاد الشام واحدة من أكثر المجموعات انتشارًا في أيدي القطاع الخاص والتي تتميز بالكثير من الفخاريات الشامية، كما يعدّ صديقاً مقرباً للشاعر السوري أدونيس، الذي كان ناشر مجلته "أخرى" بين عامي 2011 و 2013.
دعم حارث يوسف أيضاً أنشطة لمبادرات التعليم تحت رعاية مؤسسة اليونسكو لتعليم الأطفال المحتاجين. فأقام مشاريع متنوعة مثل مدرسة حارث يوسف للأولاد ومدرسة حارث يوسف للبنات، كما تركز مؤسسته (مؤسسة 40) على دعم التعلم.

## مؤسسة غايا
هو مشروع متعدد الأوجه يهدف لإنشاء منصة رقمية عالمية لضمان النشاط الحيوي للأنظمة الاقتصادية والاجتماعية والمالية المستقبلية، المرحلة الأولى من المشروع عبارة عن منصة للمتبرعين ونشطاء البيئة والجمعيات الخيرية لجمع الأموال من خلال إنشاء عملات معدنية مستهدفة مثل إن تي إف إس.